# Douglas Fraser (Gewerkschafter)

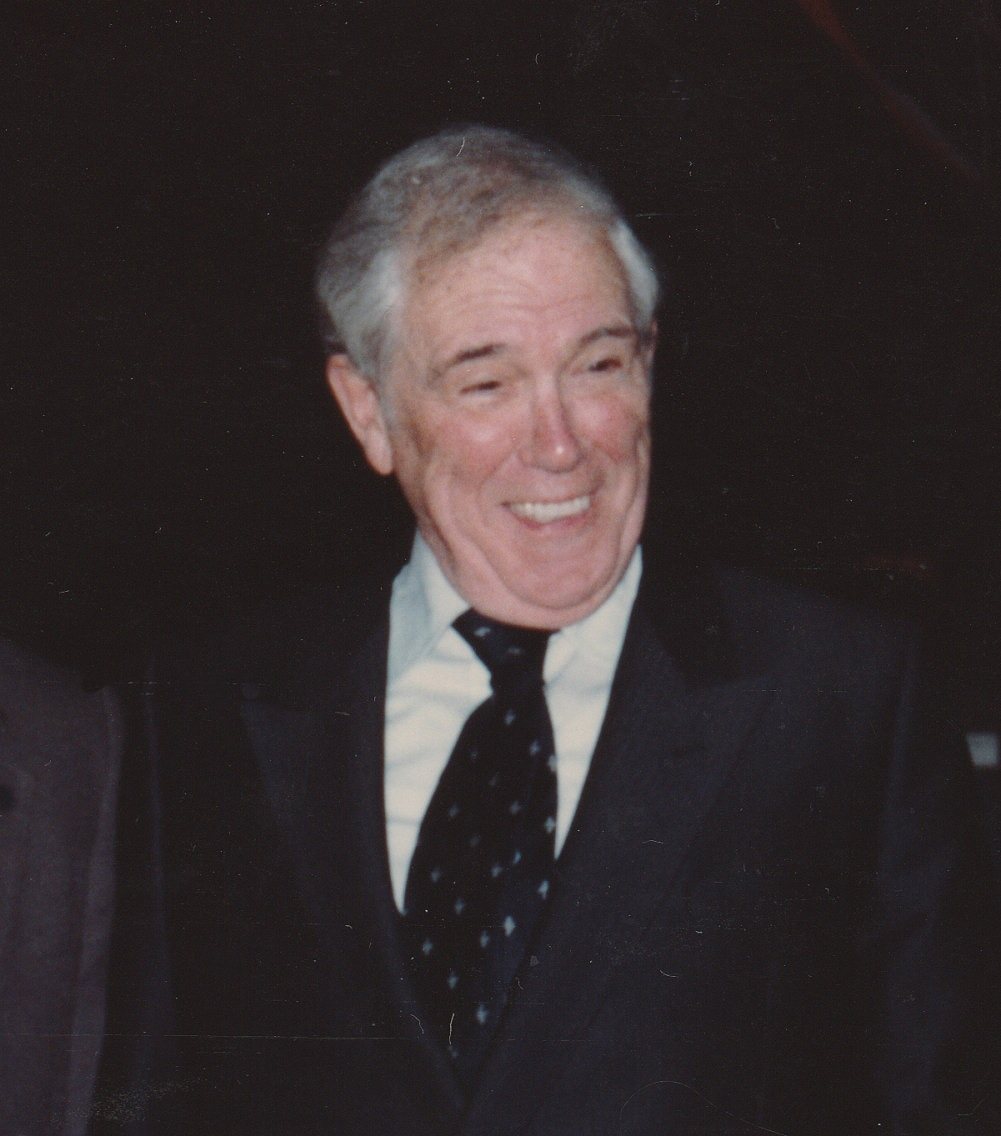
Douglas Fraser

Douglas Andrew Fraser (* 18. Dezember 1916 in Glasgow; † 23. Februar 2008 in Southfield, Michigan) war ein aus Schottland stammender amerikanischer Gewerkschafter, der von 1977 bis 1983 das Amt des Präsidenten der United Auto Workers (UAW) innehatte.

## Leben
Fraser war Sohn eines Elektrikers. Im Alter von 6 Jahren zogen er und seine Familie nach Detroit um. Seine erste Arbeitsstelle trat er in der Chrysler DeSoto-Fabrik an, wo er Falten aus Metallblechen zu glätten hatte. Kurze Zeit später trat er der UAW bei und wurde 1944 zum Präsidenten des Bereiches 227 gewählt. Walter Reuther erkannte Frasers Verhandlungsgeschick und bot ihm einen Job als sein Büro-Assistent an. Später stieg er zum Vize-Direktor der Region 1A auf. 1970 wurde er zum Vize-Präsidenten, 1977 als Nachfolger von Leonard Woodcock zum Präsidenten der UAW gewählt.
Fraser zog sich 1983 aus der UAW zurück und arbeitete weiter als Dozent an der Harvard University, am MIT, der University of Michigan und später als Professor an der Wayne State University. Weiterhin war er in vielen Beraterstäben, Komitees und Kommissionen tätig, darunter der Commission on the Future of Worker Management Relations, der Carnegie Endowment for International Peace, dem Health Security Action Council, der Families Foundation USA und der NAACP.